# Lilla Tjärby
Lilla Tjärby is een dorp in de gemeente Laholm in de provincie Halland, Zweden. Het dorp heeft een inwoneraantal van 882 en een oppervlakte van 78 hectare.
Ala · Allarp · Edenberga · Genevad · Hasslöv · Hishult · Knäred · Laholm · Lilla Tjärby · Mellbystrand · Ränneslöv · Skottorp · Skummeslövsstrand · Vallberga · Våxtorp · Veinge · Ysby